# Sunnyside (Queens)

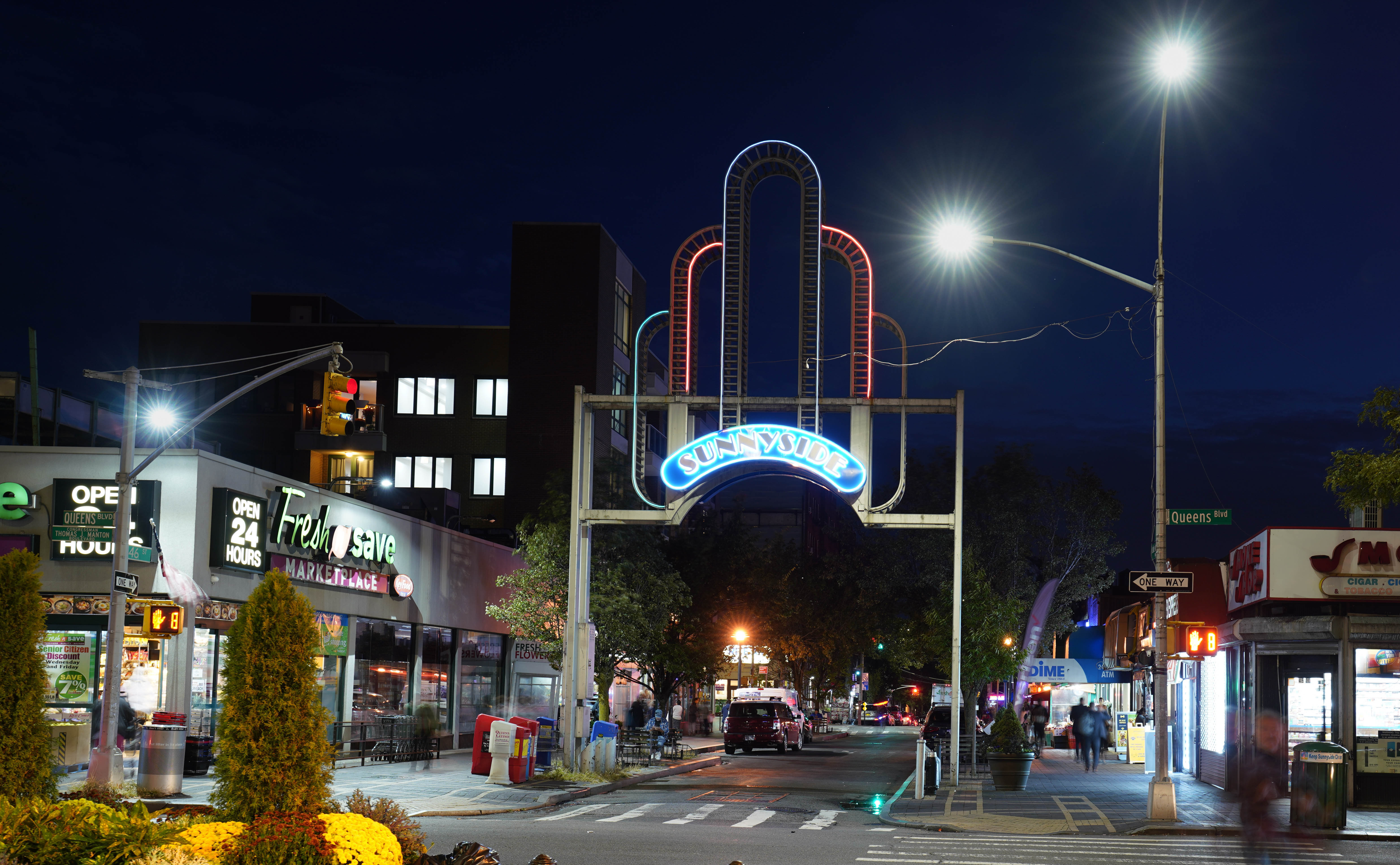
Sunnyside Portal in der 46th Street

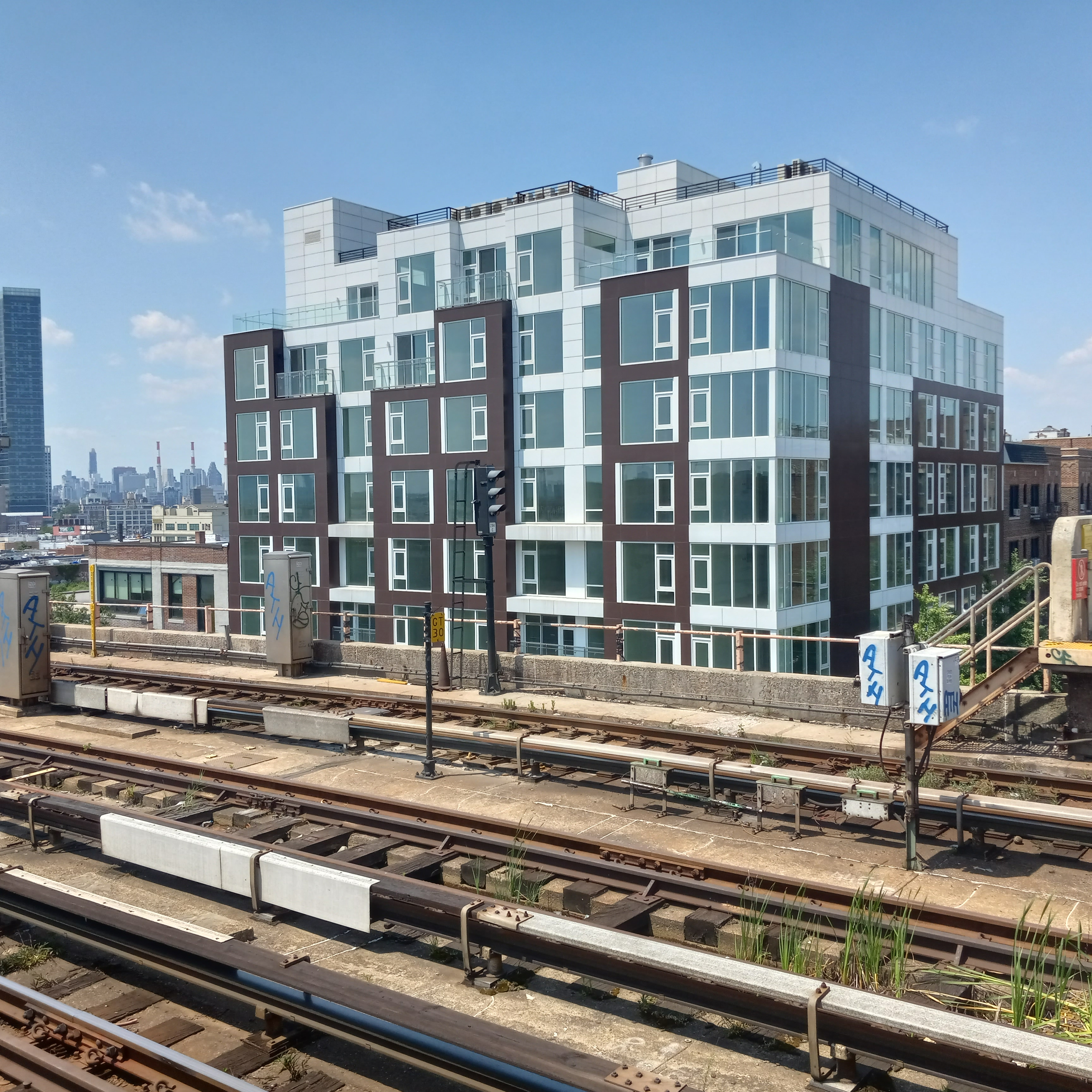
Wohnhochhaus an der „40th Street Lowery Street Station“ der New York City Subway

Sunnyside ist ein Stadtteil im westlichen Teil des Stadtbezirks (Borough) Queens in New York City, Vereinigte Staaten. Das Wohn- und Industrieviertel wird überwiegend von Weißen, Hispanics und Asiaten bewohnt.
Sunnyside hat laut United States Census von 2020 eine Einwohnerzahl von 31.102. Es ist Teil des Queens Community District 2, hat die Postleitzahlen 11101, 11104 und 11377 und gehört zum 108. Bezirk des New Yorker Polizeidepartements. Kommunalpolitisch wird der Stadtteil durch den 26. Bezirk des New York City Council vertreten.

## Lage
Sunnyside liegt im äußersten Westen von Queens und nimmt eine Fläche von 1,22 km² ein. Der Stadtteil wird im Norden von den Sunnyside Yards der Long Island Rail Road (LIRR), im Osten nördlich vom Queens Boulevard von der 50th Street und südlich vom Queens Boulevard von der 44th Street, im Süden vom Long Island Expressway und im Westen von der 39th Street begrenzt. Benachbarte Stadtteile sind Woodside im Osten, Maspeth im Südosten, Long Island City im Westen und Astoria im Norden. Im Süden befinden sich der westliche Teil des Calvary Cemetery und unweit der Newtown Creek, der Queens vom Stadtbezirk Brooklyn mit den gegenüberliegenden Stadtteil Greenpoint trennt. Im Nordteil von Sunnyside liegt das denkmalgeschützte Viertel Sunnyside Gardens. 

## Geschichte

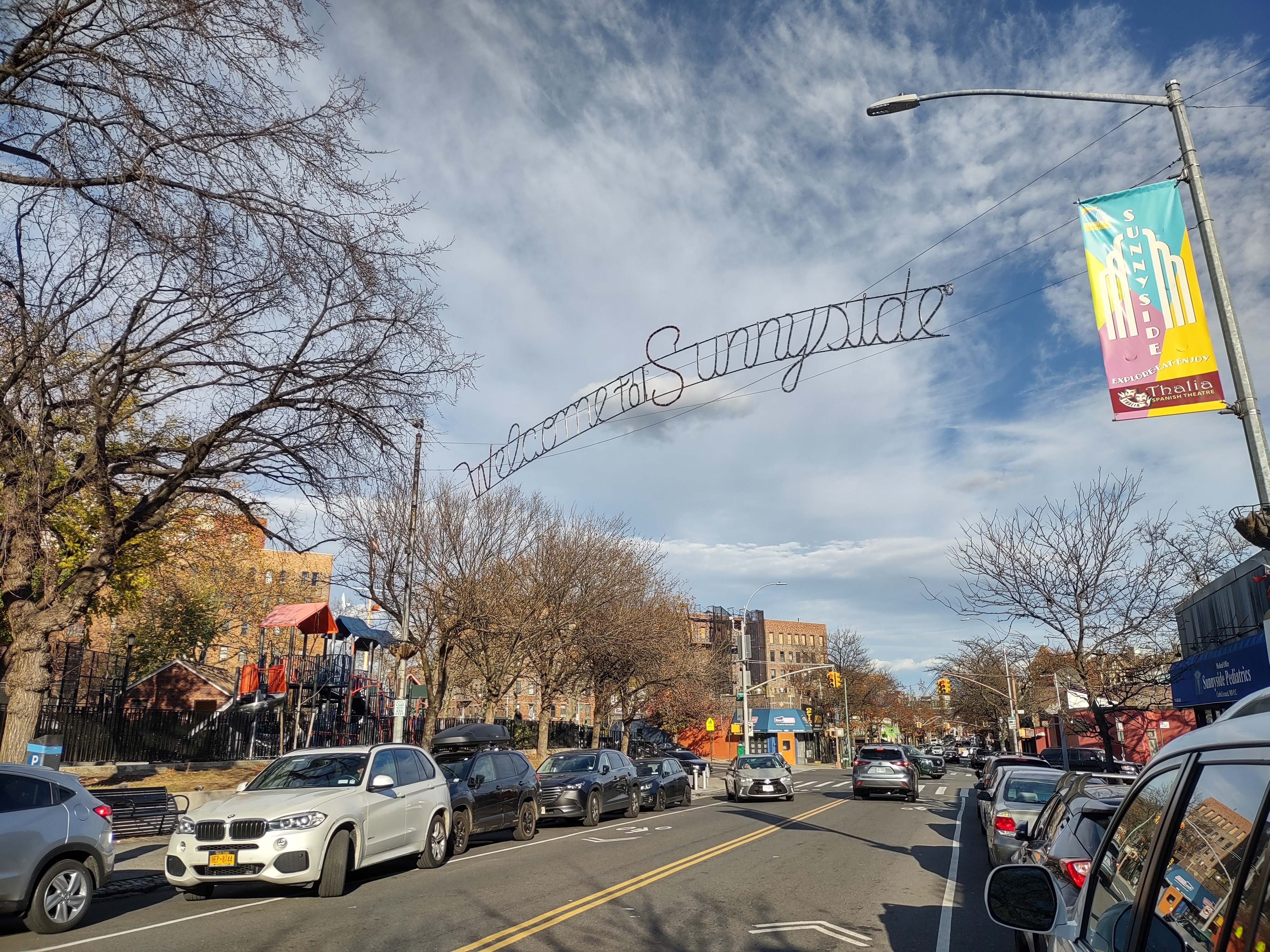
Straßenszene im Jahr 2024

1713 kaufte die französische Hugenotten-Familie Bragaw in der Gegend Land und nannten ihren Bauernhof „Sunnyside Hill“. Der wohlhabende George Law erwarb 1850 ein „Hallet's Cove“ genanntes Grundstück. Law wollte die hügelige und sonnige Gegend zu einem lebensfrohen Ort gestalten und staute einen Bach auf, um einen Teich zu schaffen, den er „Sunnyside Lake“ nannte.
Benannt nach dem angrenzenden Bauernhof, wurde in den 1840er Jahren das Sunnyside Hotel nahe dem heutigen Northern Boulevard eröffnet. Zu dieser Zeit begann die bauliche Entwicklung des späteren Stadtteils. Nach der Eröffnung der Queensboro Bridge im Jahr 1909 erfolgte 1910 auf dem früheren Gebiet von Sunnyside die Errichtung des Güterbahnhofs Sunnyside Railyard, wodurch sich der Stadtteil nach Süden verlagerte. Mit der Errichtung der Wohnviertel blieb der Name „Sunnyside“ erhalten und wurde offiziell angenommen. Im Laufe der Jahrzehnte konnte Sunnyside einen Großteil seiner historischen Gebäude durch den Verband Sunnyside Shines Business Improvement District bewahren.
Das Viertel Sunnyside Gardens mit mehr als 600 Wohngebäuden wurde von 1924 bis 1928 errichtet und war eines der ersten Beispiele der Gartenstadtbewegung in den Vereinigten Staaten. 1984 wurde Sunnyside Gardens in das National Register of Historic Places aufgenommen. Es folgte am 26. Juni 2007 die Ernennung zum Sunnyside Gardens Historic District von der Landmarks Preservation Commission.

## Demographie
Im Jahr 2020 hatte das United States Census Bureau die statistischen Zählbezirke (Areas und Tracts) neu konfiguriert. Somit sind die vor 2020 erzielten Daten meist nicht mehr mit den ab 2020 erhobenen Daten vergleichbar, des Weiteren sind die Zählbezirke Neighborhood Tabulations Area (NTA) und Census Tracts meist nicht deckungsgleich mit den genannten Stadtteilgrenzen.
Laut Volkszählung von 2020 hatte Sunnyside in den genannten Grenzen 31.102 Einwohner bei einer Einwohnerdichte von 25.493 Einwohnern pro km². 2020 lebten im Stadtteil 12.416 (39,9 %) Weiße, 9029 (29 %) Hispanics, 7658 (24,6 %) Asiaten, 590 (1,9 %) Afroamerikaner, 333 (1,1 %) aus anderen Ethnien und 1076 (3,5 %) aus zwei oder mehr Ethnien.

## Verkehr

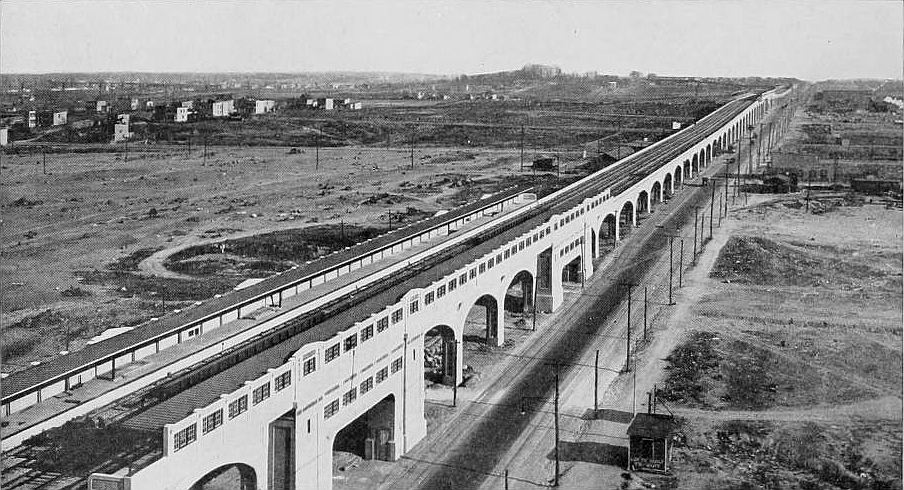
Queens Boulevard und Hochbahn in Sunnyside 1920

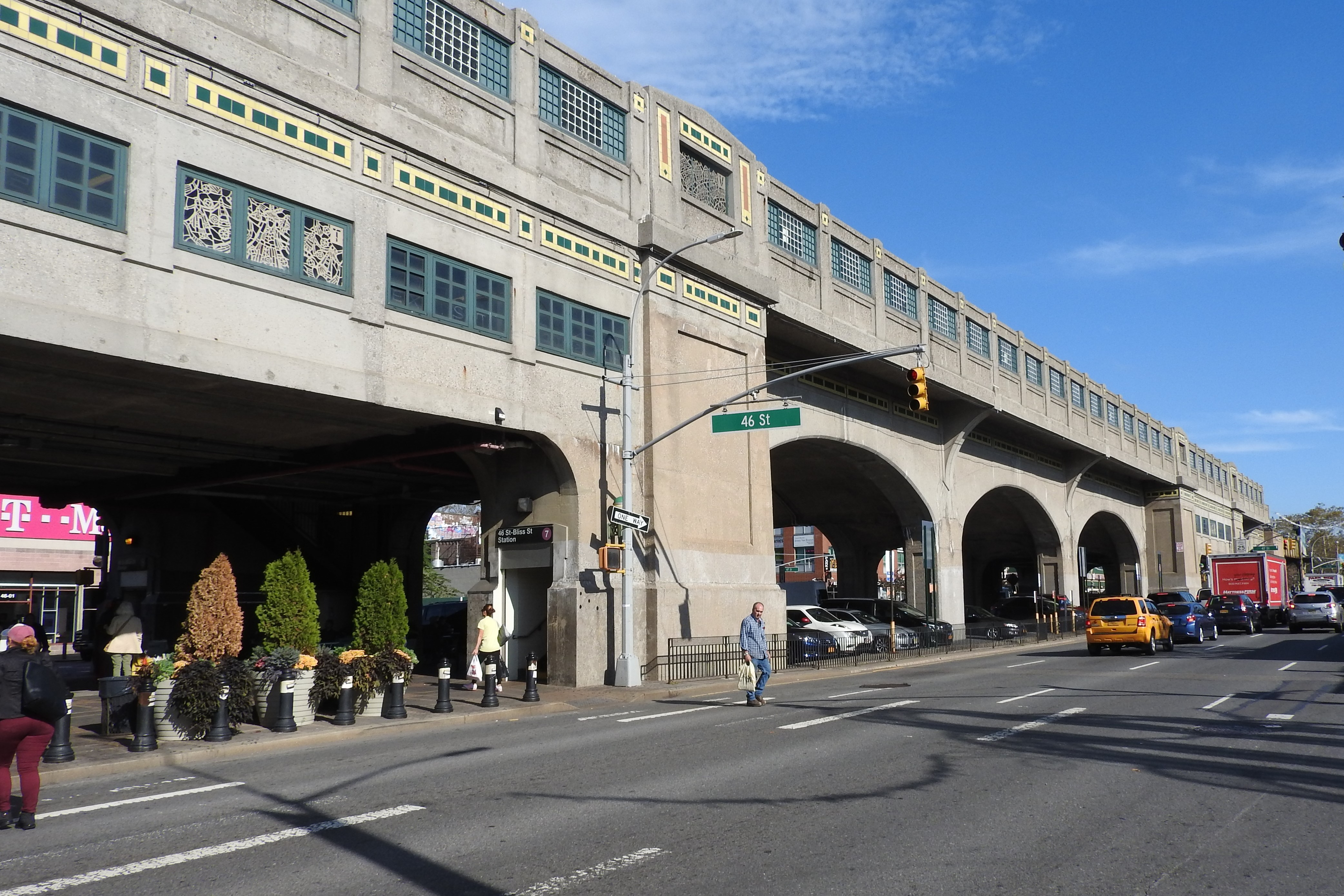
Queens Boulevard und Hochbahn im November 2017

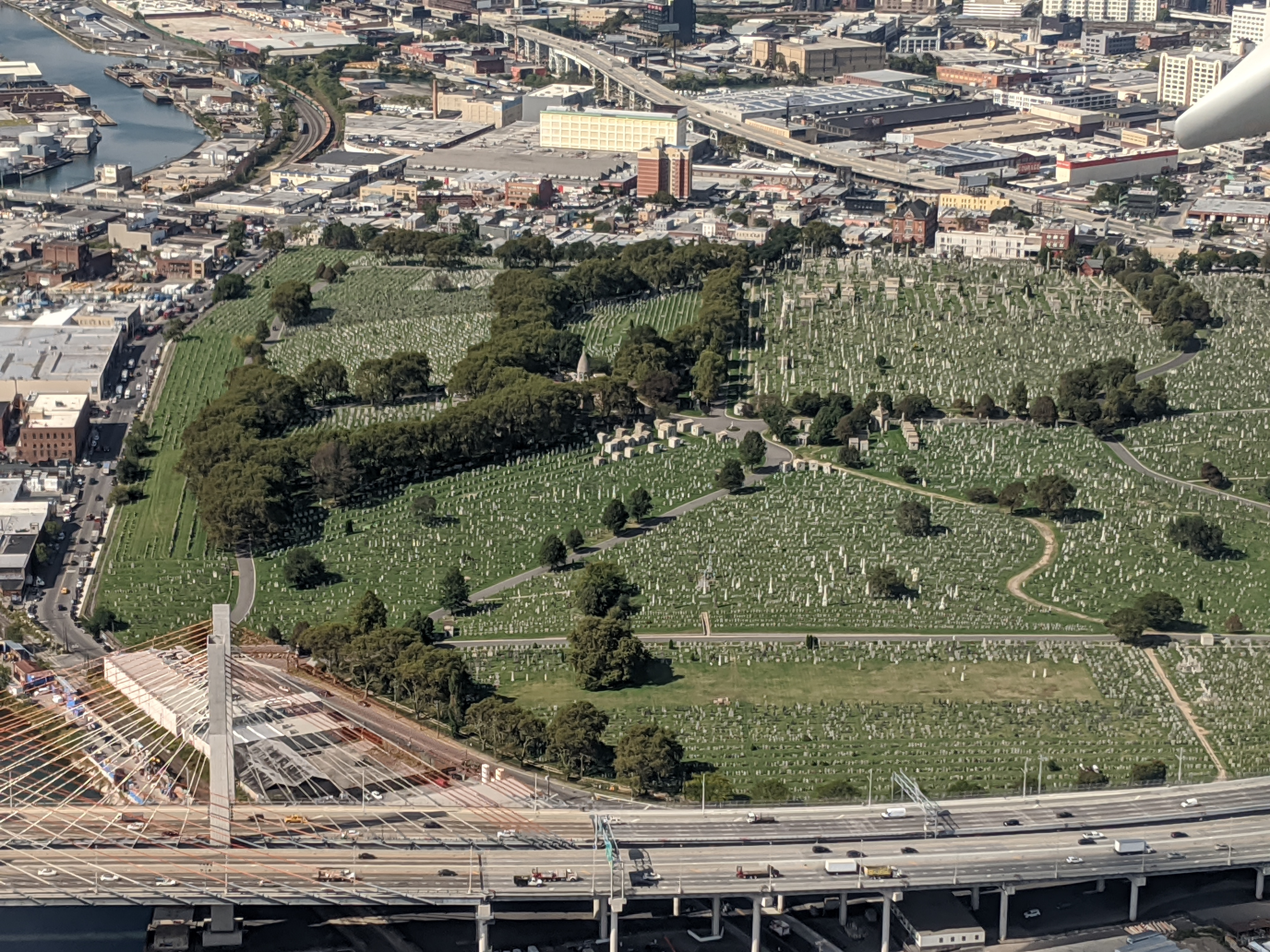
Südlich von Sunnyside liegender Teil des Friedhofs „Calvary Cemetery“

Sunnyside ist gut an den öffentlichen Nahverkehr angebunden.
Durch den Stadtteil verläuft die IRT Flushing Line der New York City Subway mit der Linie , die Queens mit Manhattan verbindet. Sie führt von Flushing (Queens) über die Stationen 52nd Street, 46th Street-Bliss Steet, 40th Street Lowery Street und 33rd Street–Rawson Street in Sunnyside weiter über Long Island City und das Grand Central Terminal nach Hudson Yards in Manhattan.
In Sunnyside verkehren die fünf Buslinien Q32, Q39, Q60, Q104, B24 im Auftrag der MTA Regional Bus Operations. Neben Zielen in Queens fahren die Busse auch nach Manhattan und Brooklyn.
Die Hauptverkehrsader des Stadtteils ist der Queens Boulevard, der parallel zur Hochbahn der New York City Subway verläuft und zur Queensboro Bridge führt.
Im Süden wird Sunnyside vom Queens-Midtown Expressway, einem Abschnitt des Long Island Expressway (Interstate 495) Calverton (Long Island) – Midtown Manhattan, durchquert. Eine Anschlussstelle befindet sich an der Van Dam Street.

## Bekannte Personen
Eine Auswahl von prominenten Personen, die in Sunnyside lebten und wirkten.
- Frank Baker (1886–1963), Baseballspieler
- Johanna Beyer (1888–1944), Komponistin
- Mae West (1893–1980), Schauspielerin und Sängerin
- Perry Como (1912–2001), Sänger
- Judy Holliday (1921–1965), Schauspielerin
- Nancy Walker (1922–1992), Schauspielerin
- David Horowitz (1939–2025), Publizist
- James Caan (1940–2022), Schauspieler
- Suze Rotolo (1943–2011), Autorin
- Paul Rabinow (1944–2021), Anthropologe
- Benh Zeitlin (* 1982), Regisseur und Autor
- Ramones (Punkrock-Band)

## Film und Fernsehen
Sunnyside war Drehort für zahlreiche Spielfilme und TV-Serien (Auswahl):
- Blue Bloods
- 30 Rock
- Elsbeth
- Saturday Night Live (Show)
- Sleepers
- Law & Order: Organized Crime
- FBI
- Spider-Man
- Spider-Man: Homecoming
- Spider-Man: No Way Home